# Jan Franciszek Macha
Boldog Jan Franciszek Macha (Chorzów, 1914. január 18. – Katowice, 1942. december 3.) lengyel katolikus pap, vértanú.
Egyházi tanulmányainak megkezdése előtt néhány hónapig jogot tanult. A második világháború kitörése előtt szentelték fel, és 1939. szeptember 1-jén egy plébániatemplomba osztották be vikáriusnak. Macha segítette a diák- és cserkésztevékenységet, és anyagi segítséget nyújtott azoknak a családoknak, amelyek fiaikat és apjukat vesztették el a háborúban. 1942-ben letartóztatták, és börtönből börtönbe szállították, mielőtt nyaktiló által kivégezték volna.
Boldoggá avatási eljárása 2013 végén indult meg; „Isten szolgája” lett. Ferenc pápa 2019. november 28-án megerősítette, hogy „in odium fidei” (a hit gyűlöletében) halt meg, ami lehetővé tette Macha boldoggá avatását 2021. november 20-án.

## Élete
Jan Macha Chorzówban született, Paweł Macha és Anna Cofałka négy gyermeke közül az elsőként. Otthon gyakran Hanikként emlegették. Két nővére Róża és Maria, fivére pedig Piotr volt.
Tanulmányait 1921 és 1924 között szülővárosában végezte, majd távozása után 1933-ban jelentkezett a Sziléziai Hittudományi Főiskolára, azonban a jelentkezők magas száma miatt elutasították, ezért úgy döntött, hogy a Jagelló Egyetem jogi karán folytatja tanulmányait. Második jelentkezése sikeres volt, így 1934-ben megkezdte egyházi tanulmányait. Szemináriumi társai körében mély odaadásáról és empátiájáról vált ismertté, ami kedveltté tette körükben.
1938. május 1-jén Katowicében diakónussá szentelték, majd 1939. június 25-én Stanisław Adamski püspök ugyanott pappá szentelte. Macha 1939. június 27-én mutatta be első szentmiséjét szülővárosában a Szent Mária Magdolna-plébániatemplomban. Közvetlenül az első szentmiséje előtt – miközben beöltözött – azt mondta nővérének, Różának, hogy hamarosan meg fog halni, és nem természetes halállal.
1939. szeptember 1-jétől (a náci erők Lengyelországba való behatolásától) a Ruda Śląska-i Szent Josef-plébánia közös vikáriusaként szolgált. Gyakran meglátogatta a plébánia területén lévő családokat, és a háború kitörése után lelki és anyagi segítséget nyújtott azoknak a családoknak, amelyek elvesztették férjüket és fiaikat a harcokban. Pénzt gyűjtött a szegényebb családok számára, esketett, valamint hitoktatást tartott gyerekeknek. Bekapcsolódott a diák- és cserkészmozgalomba is.
Segítségükkel egész titkos hálózatot alakított ki, amely történészek szerint több ezer embert foglalt magában, több mint 1700 segítségnyújtót, valamint a támogatásban részesülőket is. Egy földalatti lapot is kiadott, amely szolidaritásra, egymás támogatására buzdította a lengyeleket.
1940 elején a Gestapo beidézte, hogy kihallgassa tevékenységéről, de elengedte.

## Halála
1941. szeptember 5-én tartóztatták le egy katowicei vasútállomáson a Gestapo razziája során, és 1941. november 13-ig Mysłowicében tartották fogva. Bebörtönzése alatt többször kihallgatták, megalázták, de gyakran könyörgött Istenhez, hogy bocsásson meg üldözőinek tetteikért. Macha 1941. szeptember 18-án küldte el első levelét rokonainak. 1942. június végén a katowicei Mikołowska utcai börtönbe szállították, ahol július 17-én halálra ítélték. Ennek az ítéletnek a híre elterjedt a plébánosok és rokonai körében, úgyhogy édesanyja augusztusban Berlinbe utazott, mivel helyben nem kapott kegyelmet fiának.
Macha a kivégzését megelőző éjszaka tette meg utolsó szentgyónását Joachim Beslera papnál, és búcsúlevelet is írt rokonainak. Írt egy kis feljegyzést is, amelyben ez állt: „Jan Macha papot 1942. XII. 2-án kivégezték”, annak ellenére, hogy őt, valamint a vele együttműködő kispapot, Joachim Gürtlert december 3-án 12 óra 15 perckor végezték ki guillotine által. Úgy tartják, hogy a maradványaikat elhamvasztották, mivel testüket soha nem találták meg. A gyóntató lelkész szerint feltehetőleg az auschwitzi koncentrációs táborban égették el őket, amint ez a politikai foglyok esetében a környéken bevett gyakorlat volt. Hozzátartozóik kérték a földi maradványokat a megfelelő temetéshez, de a nácik ezt megtagadták, az SS pedig – a közelgő temetésről értesülve – korlátozta a szertartás egyes elemeit.

## Boldoggá avatása
Bár Jan Macha kultusza már a háború során terjedni kezdett, a boldoggá avatási eljárása 2013. október 2-án kezdődött, miután a Szentek Ügyeinek Kongregációja kiadta a hivatalos „nihil obstat” (nincs kifogás az ügy ellen) rendeletét, és Machát Isten szolgájának nevezte. Az egyházmegyei eljárás 2013. november 24-én indult a Katowicei érsekségben, majd 2014. szeptember 4-én zárult le. A dokumentációt benyújtották a Szentek Ügyeinek Kongregációjához Rómában és a kongregáció 2016. szeptember 14-én érvényesítette az eljárást, mivel betartották az ügyek vitelére vonatkozó szabályaikat. A Kongregáció történelmi tanácsadói kétszer, 2018. május 8-án, majd június 19-én jóváhagyták az ügyet.
A posztulátorok (az ügy koordinálásáért felelős tisztviselők) elkészítették és elküldték a hivatalos Positio-dossziét a Szentek Ügyeinek Kongregációjához 2018-ban értékelésre. Hat teológus jóváhagyta az ügyet 2018. november 8-án. Ferenc pápa 2019. november 28-án hagyta jóvá az ügyet, és megerősítette, hogy Macha „in odium fidei” (a hit gyűlöletében) halt meg, ami azt jelenti, hogy boldoggá avatható. Az aktust 2020. október 17-re tervezték, de a Covid19-pandémia miatt az egyházi tisztviselők elhalasztották a szertartást. 2021 júniusában annak időpontját átütemezték, és 2021. november 20-án ünnepélyesen boldoggá avatták a katowicei Krisztus Királyról elnevezett bazilikában. A szentmisét Marcello Semeraro bíboros, a Szentszék Szentek Ügyei Kongregációjának prefektusa celebrálta.
Az ügy jelenlegi posztulátora Damian Bednarski atya.

## Emlékezete
Macha atya életéről 2011-ben forgattak dokumentumfilmet Egyetlen fa hiányában, az erdőm még erdő marad címmel.

## Fordítás
Ez a szócikk részben vagy egészben  a   Jan_Franciszek_Macha című angol Wikipédia-szócikk fordításán alapul.  Az eredeti cikk szerkesztőit annak laptörténete sorolja fel. Ez a jelzés csupán a megfogalmazás eredetét és a szerzői jogokat jelzi, nem szolgál a cikkben szereplő információk forrásmegjelöléseként.